# Leigh light
Das Leigh Light (abgekürzt L/L) war ein vom britischen Offizier Humphrey de Verd Leigh zwischen 1940 und 1942 (im Zweiten Weltkrieg) entwickelter extrem starker Suchscheinwerfer, der eingesetzt wurde, um aufgetauchte feindliche U-Boote bei Dunkelheit schon aus großer Entfernung sichten zu können. 

## Entwicklung

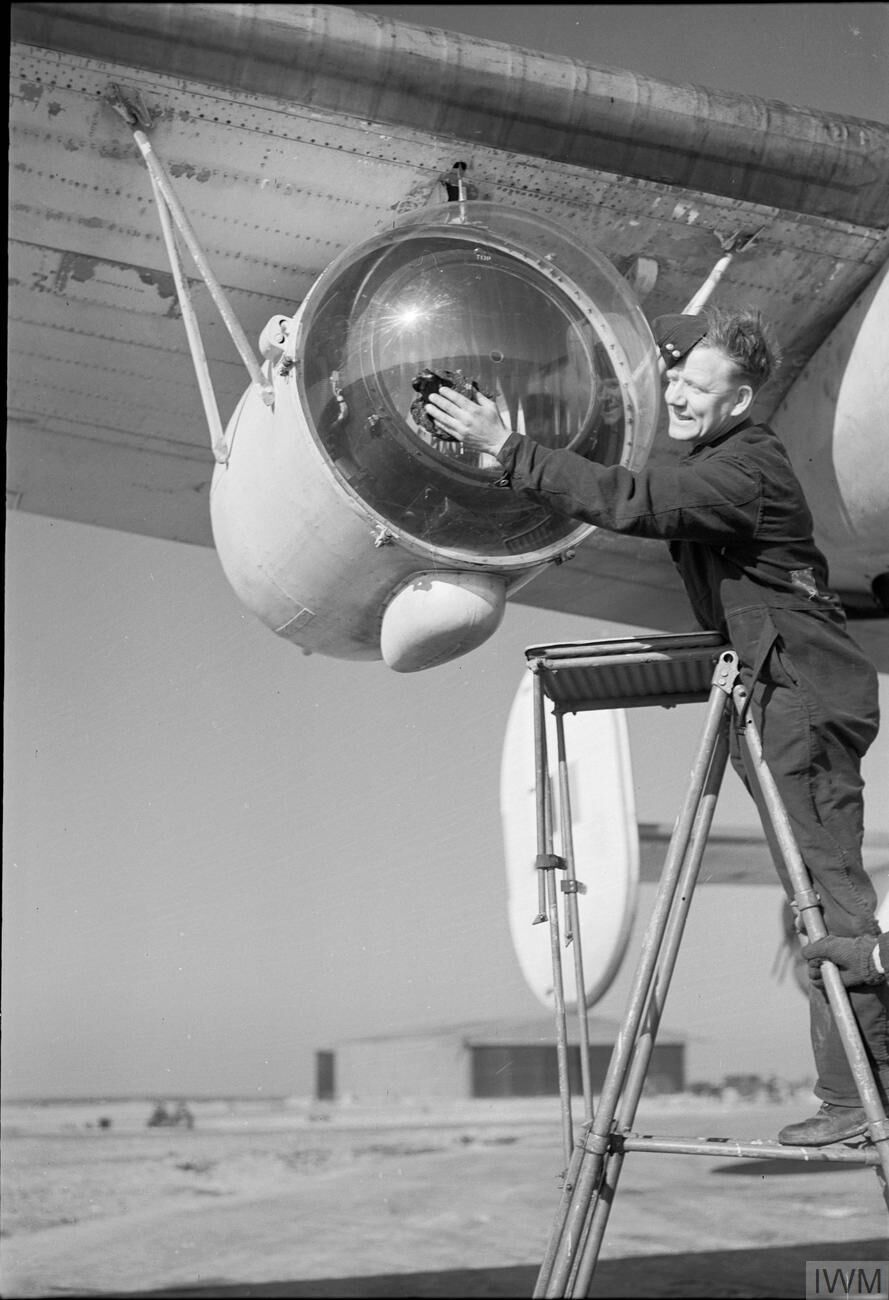
Ein Leigh Light unter der Tragfläche einer B-24 Liberator des RAF Coastal Command mit Stauring zum Abweisen von Insekten, 26. Februar 1944

Das Coastal Command der Royal Air Force war 1936 gegründet worden und hatte sich im Zuge der U-Bootbekämpfung seit Kriegsbeginn erheblich vergrößert. Patrouillen der hier eingesetzten Sunderland-Flugboote und Hudson-Bomber zwangen die deutschen U-Boote zwar tagsüber zum Tauchen, waren aber gegen nachts operierende U-Boote wenig nützlich.
U-Boote der Kriegsmarine tauchten nachts oft stundenlang auf, um mit laufenden Dieselmotoren die Akkumulatoren für die Unterwasserfahrt aufzuladen.
Das Coastal Command benötigte also dringend Radartechnik an Bord seiner Flugzeuge, um der U-Boot-Gefahr begegnen zu können. 

### Nächtliche U-Bootjagd
ASV (Air-to-surface vessel), ein System, das Anfang 1940 an einigen Maschinen montiert wurde, ermöglichte das nächtliche Auffinden von Schlachtschiffen, erfasste aber die U-Boote mit ihrer kleinen Silhouette nicht. Das daraufhin entwickelte leistungsstärkere System ASV Mark II ließ die RAF nicht in der vom Coastal Command gewünschten Anzahl produzieren und so wurden bis Ende des Jahres 1940 zunächst lediglich 49 Flugzeuge mit diesen Radaranlagen ausgestattet. Die RAF entschied stattdessen, das RAF Fighter Command bevorzugt mit Radargeräten zu versorgen, um dessen Jagdflugzeuge für das Gefecht mit den deutschen Nachtbombern auszurüsten. 
Das ASV Mk. II hatte allerdings eine recht große minimum detection range, konnte also ein Objekt ab einer bestimmten Nähe nicht mehr wahrnehmen. Wenn das Flugzeug sich dem Ziel näherte, verschwand das Ziel bereits in 1,8 km Entfernung vom Radarschirm – also so früh, dass das angeflogene U-Boot nach dem Alarm der aufmerksamen Brückenwache problemlos rechtzeitig abtauchen konnte. Währenddessen musste das Flugzeug praktisch blind anfliegen. Nur in besonders mondhellen Nächten bzw. bei besonders glatter See war ein U-Boot mit bloßem Auge zu erkennen. Bevor sie das Leigh Light hatten, warfen Flugzeuge daher sogenannte flares, Leuchtbomben an Fallschirmen, ab, wendeten dann und hofften, in deren Schein das Ziel zu sehen. Währenddessen war das U-Boot, das zum Alarmtauchen nur etwas mehr als 20 Sekunden benötigte, bereits unter Wasser. Schließlich wurden flares mit Verzögerungsmechanismus entwickelt. Das Flugzeug warf eine spezielle Boje ab und wendete zum Angriff, erst dann begann die Leuchttätigkeit der zur flare umgebauten Boje, in deren Schein man das U-Boot entdecken konnte.

### Wing Commander de Verd Leighs Idee

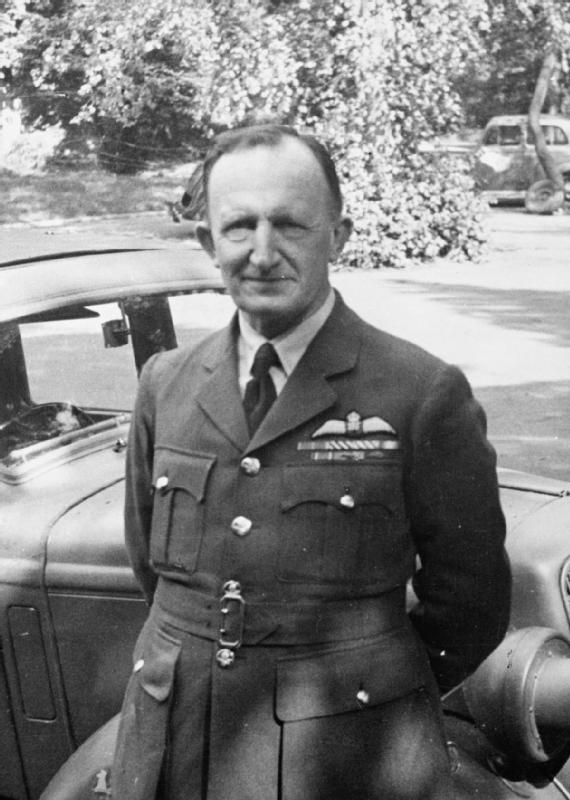
Wing Commander Humphrey de Verd Leigh

Nach einem Gespräch mit einer Besatzung, die gerade aus dem Einsatz zurückgekehrt war, entwickelte Wing Commander Humphrey de Verd Leigh, ein Offizier im Hauptquartier des Coastal Command, eine Lösung für das Problem. Seine Idee war, einen vorwärtsgerichteten Suchscheinwerfer unter dem Flugzeug anzubringen. De Verd Leigh entwickelte diesen Scheinwerfer dann auf eigene Initiative und ohne jede offizielle Unterstützung – selbst das Luftfahrtministerium erfuhr erst bei der Präsentation des vollständigen Prototyps von dieser Entwicklung. Zunächst war es schwierig, ein Flugzeug von entsprechender Größe zu finden. Leigh gewann bei seinem beständigen Bemühen, seine Idee zu realisieren, schließlich die Unterstützung des Leiters des Coastal Command, Sir Frederick Bowhill. Im März 1941 bewies ein Test mit einem Vickers-Wellington-Bomber den Wert des Konzeptes. 
Dieser hatte einen hierfür notwendigen Generator an Bord, der ursprünglich zur Speisung eines Elektromagneten zur Abwehr von magnetisch gezündeten Seeminen genutzt wurde. Es dauerte insgesamt 18 Monate an Entwicklungszeit, nicht nur aufgrund technischer Schwierigkeiten, sondern auch wegen der Schwerfälligkeit und der Gleichgültigkeit der Bürokratie, bis die Leigh lights zum Einsatz kommen konnten. Das L/L hatte einen Durchmesser von 610 mm (= 24 inches) und wurde  an einigen Patrouillenbombern des Coastal Command der Royal Air Force angebracht. Eine seit dem Ersten Weltkrieg von der Verwendung in Marine-Suchscheinwerfern bekannte Kohlebogenlampe erzeugte in der ersten Ausführung 22 Millionen Candela.

## Einsatz
Das Leigh Light wurde erst ab Juni 1942 eingesetzt; bis dahin waren U-Boote vor nächtlichen Attacken relativ sicher gewesen. Die RAF spürte U-Boote nun mittels „ASV-Radar“ auf (Air-to-Surface Vessel radar) und schaltete das Leigh Light erst spät ein. Das U-Boot hatte dann nicht mehr genug Zeit zum Tauchen oder Alarmtauchen. Dieses Verfahren war so erfolgreich, dass die deutschen U-Boote eine Zeit lang tagsüber bei Überwasserfahrt ihre Akkus luden – so hatten sie mehr Zeit zwischen dem Sichten des Flugzeugs und dessen Überflug. 

### Deutsche Gegenmaßnahmen
Karl Dönitz, Befehlshaber der U-Boote, hatte, als er von dem Scheinwerfer erfuhr, in einer für ihn eher untypischen Überreaktion angeordnet, nachts in der Biskaya nur noch getaucht zu fahren. Dadurch wurde der Marsch der Boote durch dieses Seegebiet erheblich verlangsamt. Da die durch Elektromotoren mögliche Geschwindigkeit bei Unterwasserfahrt deutlich geringer war als die Überwasserfahrt mit den Dieselmotoren, verlängerte sich damit die Fahrzeit eines Bootes während eines Einsatzes um bis zu fünf Tage. In der Folge rüstete die Kriegsmarine die U-Boote mit einem passiven Radardetektor aus französischer Produktion namens Metox aus. Ein mit Draht bespannter Holzrahmen, der am U-Bootturm angebracht wurde, diente hierfür als Antenne. Diese Konstruktion wurde von den Besatzungen der Boote in Anlehnung an das Einsatzgebiet als Biskayakreuz bezeichnet und war nicht sehr beliebt, denn es musste bei jedem Tauchvorgang abmontiert werden und ging dabei aufgrund der leichten Konstruktion oft kaputt. Die Antenne musste zudem von Hand in regelmäßigen Abständen gedreht werden und ein durch das Turmluk in das Bootsinnere führendes Kabel war bei jedem Tauchvorgang einzuholen. Metox hatte eine größere Reichweite als das britische Radar; dies gab den U-Booten oft genug Zeit zum Abtauchen. Als die Briten später kurzwellige Radarstrahlen verwendeten, wurde Metox durch den Radardetektor Naxos ersetzt.

### Varianten
Nach De Verd Leighs Vorgaben wurden die Scheinwerfer in der Firma des britischen Flugpioniers und RAF-Piloten des Ersten Weltkriegs, Jack Savage, in Watford konstruiert.
Es gab zwei Arten von Leigh Lights. Die schwere, hydraulisch gesteuerte Version war anstelle des Bug-MG-Turms eines Wellington-Bombers angebracht. Diese über 500 kg schweren Scheinwerfer erzeugten je nach verwendeter Linse eine Lichtstärke von 20 oder 50 Millionen Candela. Eine kleinere elektrisch gesteuerte Variante mit einem Gewicht von etwas mehr als 400 kg hing an einer Halterung unterhalb einer – in der Regel der rechten – Tragfläche von Catalina-Flugbooten oder B-24-Bombern. Diese Leigh Lights erzeugten einen bis zu 90 Millionen Candela starken Lichtstrahl.

## Zitate
„Entry into service of a device so important was inexcusably slow, … (Bis dieses derart wichtige Gerät zur Verwendung kam, brauchte es unentschuldbar viel Zeit, …)“

„[…] the „Leigh Light“, the airborne searchlight which pinpointed a surfaced enemy submarine at night like a rabbit in a headlamp beam ([…] das Leigh Light, ein Suchscheinwerfer der ein aufgetauchtes feindliches U-Boot aus der Luft festnagelt wie ein Kaninchen im Strahl des Autoscheinwerfers)“

## Sonstiges
Es gab ein Suchlicht namens „Turbinlite“ (2.700 Mio. Candela, an einigen US-amerikanischen Douglas A-20 montiert). 